# Municipio de Monterey (Míchigan)
El municipio de Monterey (en inglés: Monterey Township) es un municipio ubicado en el condado de Allegan en el estado estadounidense de Míchigan. En el año 2010 tenía una población de 2.356 habitantes y una densidad poblacional de 25,28 personas por km².

## Geografía
El municipio de Monterey se encuentra ubicado en las coordenadas 42°38′19.11″N 85°50′32.1″O / 42.6386417, -85.842250. Según la Oficina del Censo de los Estados Unidos, el municipio tiene una superficie total de 93,2 km² (36,0 mi²), de la cual 92,5 km² (35,7 mi²) corresponden a tierra firme y 0,6 km² (0,2 mi²) (0.69%) es agua.

## Demografía
En el 2000 la renta per cápita promedia del hogar era de $48.750, y el ingreso promedio para una familia era de $54.286. El ingreso per cápita para la localidad era de $18.718. En 2000 los hombres tenían un ingreso per cápita de $34.792 contra $24.964 para las mujeres. Alrededor del 4.80% de la población estaba bajo el umbral de pobreza nacional.